# Rimouski (ancienne circonscription fédérale)
 (juin 2018).
Pour les articles homonymes, voir Rimouski (homonymie).
Rimouski (aussi connu sous le nom de Rimouski—Témiscouata, Rimouski—Mitis et Rimouski-Neigette-et-la-Mitis) fut une circonscription électorale fédérale de la région du Bas-Saint-Laurent au Québec. Elle fut représentée de 1867 à 2004.
C'est l'Acte de l'Amérique du Nord britannique de 1867 qui créa ce qui fut appelé le district électoral de Rimouski. Renommée Rimouski—Témiscouata en 1980, elle redevint Rimouski de 1996 à 1997. Renommée Rimouski—Mitis en 1997 et Rimouski-Neigette-et-La Mitis en 2000, elle fut abolie en 2003 et redistribuée parmi les circonscriptions de Rimouski—Témiscouata et Matapédia—Matane.

## Géographie
En 1996, la circonscription de Rimouski comprenait:
- Les villes de Mont-Joli, Rimouski et Pointe-aux-Pères
- Les MRC de Rimouski-Neigette et de La Mitis

## Députés
1. 1867-1872 — George Sylvain, Conservateur
2. 1872-1882 — Jean-Baptiste Romuald Fiset, Libéral
3. 1882-1887 — Louis Adolphe Billy, Conservateur
4. 1887-1891 — Jean-Baptiste Romuald Fiset, Libéral (2)
5. 1891-1896 — Philippe René Adolphe Caron, Conservateur
6. 1896-1897 — Jean-Baptiste Romuald Fiset, Libéral (3)
7. 1897¹-1911 — Jean-Auguste Ross, Libéral
8. 1911-1917 — Herménégilde Boulay, Conservateur
9. 1917-1924 — J-E Stanislas-Émmanuel d'Anjou, Libéral
10. 1924¹-1940 — Eugène Fiset, Libéral
11. 1940-1945 — J-E Stanislas-Émmanuel d'Anjou, Libéral (2)
12. 1945-1950 — Gleason Belzile, Libéral
13. 1950¹-1953 — Joseph-Hervé Rousseau, Libéral indépendant
14. 1953-1958 — Gérard Légaré, Libéral
15. 1958-1962 — Émilien Morissette, Progressiste-conservateur
16. 1962-1963 — Gérard Légaré, Libéral (2)
17. 1963-1965 — Gérard Ouellet, Crédit social
18. 1965-1972 — Louis Guy Leblanc, Libéral
19. 1972-1980 — Eudore Allard, Crédit social
20. 1980-1984 — Eva Côté, Libéral
21. 1984-1993 — Monique Vézina, Progressiste-conservateur
22. 1993-2004 — Suzanne Tremblay, Bloc québécois

¹ = Élections partielles